# Eustiromastix falcatus
Eustiromastix falcatus là một loài nhện trong họ Salticidae.
Loài này thuộc chi Eustiromastix. Eustiromastix falcatus được María Elena Galiano miêu tả năm 1981.